# PTI-2
Le PTI-2 (SGT-49) est un cannabinoïde synthétique à base d'indole.  C'est l'un des rares cannabinoïdes synthétiques contenant un groupe thiazole et il est étroitement lié au PTI-1. Ces composés peuvent être considérés comme des analogues simplifiés des composés d'indole-3-hétérocycle initialement développés par Organon BioSciences et ultérieurement étudiés par Merck,,. Il a été rendu illégal (classé stupéfiant) en France en mai 2021.

## Sources et références
1. ↑  « PTI-2 », Cayman Chemical (consulté le 8 juillet 2015)
2. ↑  , issued 20 April 2010
3. ↑  , issued 27 July 2010
4. ↑  « Discovery of potent and orally bioavailable heterocycle-based cannabinoid CB1 receptor agonists », Bioorganic & Medicinal Chemistry Letters, vol. 21, no 6,‎ mars 2011, p. 1748–53 (PMID 21316962, DOI 10.1016/j.bmcl.2011.01.082)
5. ↑  Arrêté du 22 février 1990 fixant la liste des substances classées comme stupéfiants (lire en ligne)